# Liga Premier de Egipto 2014-15
La temporada 2014-15 fue la 57ª edición de la Premier League de Egipto. El torneo dio inicio el 15 de septiembre de 2014 y finalizó el 4 de agosto de 2015. Torneo donde el Al-Ahly tratará de defender sus 8 campeonatos ganados consecutivamente desde la temporada 2004-05 hasta la temporada pasada, aunque en la temporada 2011-2012 no fue finalizado el torneo por la Tragedia de Puerto Saíd y la 2012-13 por las masivas protestas en contra del presidente egipcio Mohamed Morsi, que derivaron en el Golpe de Estado de 2013.

## Equipos temporada 2014-15
| Equipo                  | Ciudad     | Estadio                           | Capacidad |
| ----------------------- | ---------- | --------------------------------- | --------- |
| Al-Ahly                 | El Cairo   | Estadio Internacional de El Cairo | 74.100    |
| Al-Ittihad Al-Iskandary | Alejandría | Estadio de Alejandría             | 13.660    |
| Al Masry                | Port Said  | Estadio de Port Said              | 17.988    |
| Al-Mokawloon Al-Arab    | El Cairo   | Estadio Osman Ahmed Osman         | 35.000    |
| El Dakhleya             | El Cairo   | El Sekka El Hadeed                | 20.000    |
| El Gouna                | Hurghada   | Estadio El Gouna                  | 30.000    |
| El Raja Marsa Matruh    | Alejandría | Estadio Haras El Hedood           | 22.000    |
| ENPPI Club              | El Cairo   | Estadio Petro Sport               | 25.000    |
| Haras El Hodood         | Alejandría | Estadio Haras El Hedood           | 22.000    |
| Ismaily                 | Ismailia   | Estadio de Ismailia               | 18.525    |
| Ittihad El-Shorta       | El Cairo   | Estadio Gehaz El Reyada           | 22.000    |
| Misr El Makasa          | Fayún      | Estadio de Fayún                  | 10.000    |
| Petrojet                | Suez       | Estadio de Suez                   | 25.000    |
| Smouha                  | Alejandría | Estadio de Alejandría             | 13.660    |
| Tala'ea El Gaish        | El Cairo   | Estadio Gehaz El Reyada           | 22.000    |
| Wadi Degla              | El Cairo   | Academia Militar de El Cairo      | 22.000    |
| Zamalek                 | El Cairo   | Estadio Internacional de El Cairo | 74.100    |
| Ala'ab Damanhour        | Damanhour  | Estadio Ala'ab Damanhour          | 8.100     |
| Al Assiouty Sport       | Assiut     | Al Assiouty Sport Resort Stadium  | 74.100    |
| Al Nasr                 | El Cairo   | Academia Militar de El Cairo      | 22.000    |

## Tabla de posiciones
Actualizado al 29 de julio de 2015.
|  |     | Equipo                | PJ | PG | PE | PP | GF | GC | DG  | PTS |
|  | --- | --------------------- | -- | -- | -- | -- | -- | -- | --- | --- |
|  | 1.  | Zamalek               | 37 | 26 | 8  | 3  | 69 | 21 | +48 | 86  |
|  | 2.  | Al-Ahly               | 37 | 23 | 9  | 5  | 64 | 25 | +39 | 78  |
|  | 3.  | ENPPI Club            | 37 | 18 | 15 | 4  | 64 | 28 | +36 | 69  |
|  | 4.  | Misr El-Makasa        | 38 | 18 | 10 | 10 | 57 | 52 | +5  | 64  |
|  | 5.  | Wadi Degla            | 37 | 14 | 14 | 9  | 47 | 36 | +11 | 56  |
|  | 6.  | Ismaily SC            | 38 | 14 | 19 | 5  | 44 | 32 | +12 | 55  |
|  | 7.  | Al-Mokawloon Al-Arab  | 38 | 15 | 10 | 13 | 47 | 41 | +6  | 55  |
|  | 8.  | Haras El-Hodood       | 38 | 12 | 16 | 10 | 30 | 31 | −1  | 52  |
|  | 9.  | Tala'ea El Geish      | 38 | 15 | 7  | 16 | 49 | 56 | −7  | 52  |
|  | 10. | Smouha SC             | 38 | 14 | 9  | 15 | 43 | 37 | +6  | 51  |
|  | 11. | Al-Masry              | 38 | 13 | 11 | 14 | 37 | 41 | −4  | 50  |
|  | 12. | El Dakhleya           | 38 | 12 | 13 | 13 | 43 | 41 | +2  | 49  |
|  | 13. | Petrojet FC           | 38 | 13 | 10 | 15 | 49 | 53 | −4  | 49  |
|  | 14. | Al-Ittihad Alexandria | 38 | 11 | 15 | 12 | 39 | 38 | +1  | 48  |
|  | 15. | Ittihad El Shorta     | 38 | 10 | 17 | 11 | 36 | 42 | −6  | 47  |
|  | 16. | El Gouna              | 38 | 10 | 16 | 12 | 33 | 35 | −2  | 46  |
|  | 17. | El Raja Marsa Matruh  | 38 | 11 | 10 | 17 | 47 | 57 | −10 | 43  |
|  | 18. | Al Nasr               | 38 | 8  | 8  | 22 | 34 | 70 | −36 | 29  |
|  | 19. | Al Assiouty Sport     | 38 | 2  | 10 | 26 | 40 | 88 | −48 | 16  |
|  | 20. | Ala'ab Damanhour      | 38 | 3  | 5  | 30 | 34 | 82 | −48 | 14  |

|  | Campeón y clasificado a Liga de Campeones de la CAF 2016 |
|  | Clasificado a Liga de Campeones de la CAF 2016           |
|  | Clasificado a Copa Confederación de la CAF 2016          |
|  | Descendido                                               |

## Máximos Goleadores
- Actualizado al 15 de julio de 2015.[1]

| Rank. | Jugador           | Club                    | Goles |
| ----- | ----------------- | ----------------------- | ----- |
| 1     | Hossam Salama     | El Dakhleya             | 20    |
| 2     | Basem Morsi       | Zamalek                 | 17    |
| 3     | Stanley Ohawuchi  | Wadi Degla              | 15    |
| 4     | Wael Farrag       | Misr El Makasa          | 13    |
| 5     | Attia Al Nashwy   | Al Assiouty Sport       | 12    |
| 5     | Arafa El Sayed    | Tala'ea El Geish        | 12    |
| 5     | Moamen Zakaria    | Zamalek (7) Al Ahly (5) | 12    |
| 5     | Emad Moteab       | Al Ahly                 | 12    |
| 5     | John Antwi        | Ismaily                 | 12    |
| 5     | Mohamed Hamdy     | Al Ittihad              | 12    |
| 5     | Mohamed El Gabbas | Wadi Degla              | 12    |

## Récord de Traspasos
| #  | Jugador            | Edad | Nuevo Club         | Costo                          |
| -- | ------------------ | ---- | ------------------ | ------------------------------ |
| 1. | John Antwi         | 22   | Al-Shabab Riyadh   | 1.950.000 Euros                |
| 2. | Mohamed Abdelshafi | 29   | Al-Ahli            | 850.000 Euros (Costo Préstamo) |
| 3. | Ahmed Hamoudi      | 24   | FC Basel           | 800.000 Euros                  |
| 4. | Rami Rabia         | 21   | Sporting de Lisboa | 750.000 Euros                  |
| 5. | Tarek Hamed        | 25   | Zamalek SC         | 700.000 Euros                  |